# Холманка (Озинский район)
Холманка — хутор в Озинском районе Саратовской области России. Входит в состав Заволжского муниципального образования.

## География
Хутор находится в северо-восточной части района, в пределах Сыртовой равнины, на левом берегу балки Малая Холманка (приток реки Холманка), вблизи государственной границы с Казахстаном, на расстоянии примерно 59 км (по прямой) к северо-востоку от посёлка городского типа Озинки, административного центра района.
Часовой пояс
Хутор Холманка, как и вся Саратовская область, находится в часовой зоне МСК+1. Смещение применяемого времени относительно UTC составляет +4:00.

## Население
| 2010 |
| ---- |
| 32   |

Гендерный состав
По данным Всероссийской переписи населения 2010 года, в гендерной структуре населения мужчины составляли 50 %, женщины — соответственно также 50 %.
Национальный состав
Согласно результатам переписи 2002 года, в национальной структуре населения курды составляли 56 %, казахи — 35 % из 79 чел.